# Araneus tetraspinulus
Araneus tetraspinulus är en spindelart som först beskrevs av Yin et al. 1990.  Araneus tetraspinulus ingår i släktet Araneus och familjen hjulspindlar. Inga underarter finns listade i Catalogue of Life.